# Грудська сільська рада
Грудська сільська рада — колишня адміністративно-територіальна одиниця та орган місцевого самоврядування у Ярунському районі Волинської округи, Київської та Житомирської областей Української РСР з адміністративним центром у селі Груд.

## Населені пункти
Сільській раді на час ліквідації були підпорядковані населені пункти:
- с. Груд

## Історія та адміністративний устрій
Створена 27 жовтня 1926 року, відповідно до наказу Волинського ОВК № 125 «Про утворення нових національних селищних та сільських рад, поширення мережі українських сільрад та перейменування існуючих сільрад у національні», в с. Груд Тожирської сільської ради Ярунського району Волинської округи.
Станом на 1 вересня 1946 року сільська рада входила до складу Ярунського району Житомирської області, на обліку в раді перебувало с. Груд.
Ліквідована 11 серпня 1954 року, внаслідок виконання указу Президії Верховної ради УРСР «Про укрупнення сільських рад по Житомирській області», територію та с. Груд передано до складу Велико-Молодьківської сільської ради Ярунського району Житомирської області.